# Unterbachern (Bergkirchen)
Unterbachern ist ein Gemeindeteil von Bergkirchen im oberbayerischen Landkreis Dachau. Das Kirchdorf liegt circa zwei Kilometer nördlich von Bergkirchen.

## Infrastruktur
In Unterbachern liegt der von der S-Bahn München bediente Haltepunkt Bachern an der Bahnstrecke Dachau–Altomünster.

## Baudenkmäler
Siehe auch: Liste der Baudenkmäler in Unterbachern
- Katholische Filialkirche St. Martin